# Barei
Barei é um arrondissement do departamento Donga do Benim, e uma divisão administrativa sob a jurisdição da comuna de Djougou. De acordo com o censo demográfico de 2006 realizado pelo Instituto Nacional da Estatística e Análise Económica do Benim (Institut national de la statistique et de l'analyse économique, INSAE), sua população era de 10 584 habitantes.